# بیمارستان شهید اشرفی اصفهانی آغاجاری
بیمارستان شهید آیت الله اشرفی اصفهانی آغاجاری  واقع در استان خوزستان، شهرستان آغاجاری بیمارستانی است درمانی و وابسته به دانشکده علوم پزشکی و خدمات بهداشتی درمانی بهبهان که با ۵۰ تخت ثابت که در سال ۱۳۶۷ خورشیدی زیر نظر دانشگاه علوم پزشکی و خدمات بهداشتی درمانی جندی شاپور اهواز تأسیس گردید.
همچنین این بیمارستان دارای بخش‌های اتاق عمل، تالاسمی، دیالیز، اورژانس، اطفال،داخلی، جراحی عمومی، جراحی زنان و زایمان و کلیه واحدهای پاراکلینیک و درمانگاهی می‌باشد.